# Закшево (Дзялдовський повіт)
Закшево (пол. Zakrzewo, нім. Königshagen) — село в Польщі, у гміні Дзялдово Дзялдовського повіту Вармінсько-Мазурського воєводства.
Населення — 313 осіб (2011).

## Демографія
Демографічна структура станом на 31 березня 2011 року:
|          | Загалом | Допрацездатний вік | Працездатний вік | Постпрацездатний вік |
| -------- | ------- | ------------------ | ---------------- | -------------------- |
| Чоловіки | 162     | 52                 | 104              | 6                    |
| Жінки    | 151     | 44                 | 87               | 20                   |
| Разом    | 313     | 96                 | 191              | 26                   |